# Зенфф, Людвиг
Людвиг Зенфф (нем. Ludwig Carl Eduard Senff; 1842—1887) — врач, приват-доцент Дерптского университета.

## Биография
Родился в Дерпте 6 (18) апреля 1842 года в семье профессора университета Карла Эдуарда Зенффа.
В 1860 году окончил Дерптскую гимназию, в 1867 году — медицинский факультет Дерптского университета. Спустя два года защитил диссертацию «Ueber den Diabetes nach der Kohlenoxydeinathmung», получил степень доктора медицины и поступил в ассистенты поликлиники. В 1872 году был избран приват-доцентом Дерптского университета по физической диагностике и одновременно заведовал до второго полугодия 1874 года поликлиникой; лекции в университете читал до 1881 года. 
Скончался 2 (14) июля 1887 года в Риге.